# Tricentrus repandus
Tricentrus repandus är en insektsart som beskrevs av William Lucas Distant. Tricentrus repandus ingår i släktet Tricentrus och familjen hornstritar. Inga underarter finns listade i Catalogue of Life.